# 毛尔维巴扎尔沙达尔乌帕齐拉
毛尔维巴扎尔沙达尔是孟加拉国东北部毛尔维巴扎尔县的一个乌帕齐拉。

## 人口
據1991年孟加拉國人口普查，毛尔维巴扎尔沙达尔共有人口239378人，其中男性佔比51.56%，女性48.44%；成年人口126303。該地7歲以上人口之平均識字率為36.1%。